# シャルル・ヴィルドラック

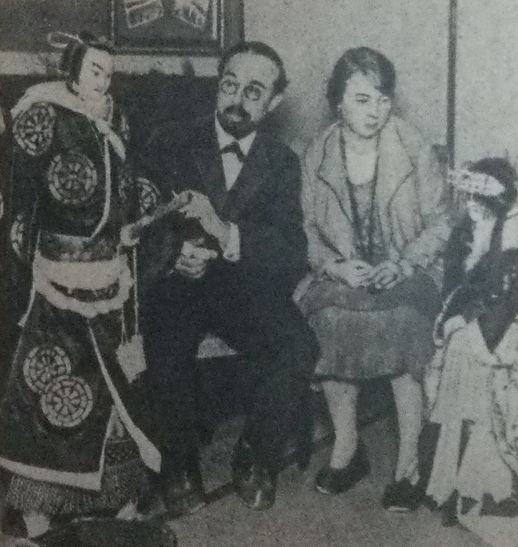
1926年、妻とともに訪日

シャルル・ヴィルドラック（フランス語: Charles Vildrac, 1882年11月22日 - 1971年6月25日）は、フランスの作家。まず詩人、つぎに戯曲作者として名を得、童話も書いた。人間主義にもとづく反戦主義者であった。

## 生涯
1882年、パリ5区で生まれた。本名はシャルル・メサジェ（Charles Messager）。父は独身時代パリ・コミューンに活動し、ニューカレドニアへ送られた前歴の人であった。シャルルは教職の母が勤める学校を卒業し、ヴォルテール高等中学校（Lycée Voltaire）に進んだ。詩に取りつかれ、18歳のとき数篇を雑誌に載せた。弁護士の秘書として働いた。
1901年ころ、ジョルジュ・デュアメル、ルネ・アルコス（René Arcos）らの若手作家を知った。1903年、兵役に服した。1905年、デュアメルの姉ローズ（Rose）と結婚した。
1906年秋からの14ヶ月間、デュアメル、アルコスほかの詩人・作家・画家・音楽家・印刷工らと、パリ南東クレテイユの古家を改修したいわゆる『クレテイユの僧院』（Abbaye de Créteil）に籠もって、出版で自活しようとする理想主義的文学共同生活を営み、ジュール・ロマンも参加した。『アベイ派』と呼ばれる。1907年、詩集『幻想と蜃気楼』を『僧院』で印刷した。
『僧院』閉鎖後の1910年、詩集『愛の書』を出版した。文筆のかたわら、パリ6区セーヌ通りで妻と画廊を経営し、それは1930年まで続いた。
1914年からの第一次世界大戦期は、カモフラージュ部に属した。
1920年3月、ジャック・コポーのヴィユ・コロンビエ劇場で初演した『商船テナシティ』が評判を呼び、同劇場での上演は200回を越えた。この年、ロマン・ロラン、ジュール・ロマンらと、『反戦詩集』を共編した。
この頃以降、地中海岸のサントロペとパリとで暮らした。童話も書き始めた。
1925年10月、ジューヴェ一座のコメディ・デ・シャンゼリゼ劇場で、『ベリアル夫人』を初演した。
1926年5月、妻と日本を訪れ、川島理一郎、黒田清輝・石井柏亭・与謝野鉄幹・与謝野晶子・西條八十・堀口大學・小山内薫・土方与志らが、歌舞伎座で歓迎会を開いた。川島には、パリ時代に夫妻の画廊を借りた縁があった。また、高村光太郎、高田博厚、尾崎喜八、倉田百三、片山敏彦ら「ロマン･ロラン友の会」でも歓迎会を開いた。
1930年、『仲違い』（La Brouille）が、コメディ・フランセーズで成功し、その後も再演された。
1932年、『革命的作家芸術家協会』（Association des écrivains et artistes révolutionnaires）の発起人の一人になった。
1934年の映画『商船テナシチー』では、監督のジュリアン・デュヴィヴィエと共に、脚本を書いた。
1928年と1935年とにソヴィエトを訪れ、その体制に好意的な『新しいロシア』を、1937年に出版した。
ナチスに占領されていた1942年に、非合法出版の『フランス文学』（Lettres Françaises）に参画した。1943年ゲシュタポに逮捕され、3ヶ月投獄された。ナチス撤退後は、作家・芸術家に対する『検問調査委員会』の長を勤めた。
1952年の第5回カンヌ国際映画祭で日本の『源氏物語』が撮影賞を受けたときは、ヴィルドラックが審査員、高田博厚が日本代表であった。
1960年、アルジェリア戦争反対の宣言に署名した。
1963年、アカデミー・フランセーズ文学大賞を受賞した。
妻ローズの死後、1970年、秘書のシュザンヌ・ロシャ（Suzanne Rochat）と再婚した。
1971年、腎臓を病みサントロペで死去。88歳没。その地に葬られた。
1973年、フランス文学者協会（Société des gens de lettres）に『シャルル・ヴィルドラック賞』（Prix de poésie Charles Vildrac）が設けられた。

## おもな著作
- 1907：幻想と蜃気楼（Images et mirages）、詩集、『クレテイユの僧院』から出版
- 1910：愛の書（Livre d'amour）、詩集
- 1912：発見（Découverte）、小説
- 1920：絶望者の歌（Chants du désespéré）、詩集
- 1920：商船テナシティー（Le Paquebot Tenacity）戯曲、1920.3.5, ジャック・コポー一座により初演
- 1922：ミシェェル・オークレール（Michel Auclair）、戯曲、1922.12.27, ジャック・コポー一座により初演
- 1920：寂しい人々（Les indigents）、戯曲、1927, ジョルジュ・ピトエフ（Georges Pitoëff）一座により初演
- 1923：巡礼（Le Pèlerin）、戯曲、1925.10.9, ルイ・ジューヴェ一座により初演
- 1924：バラの島（L'Ile Rose）、童話
- 1925：僧院の詩（Poèmes de l'Abbaye ）、詩集
- 1925：ベリアル夫人（Madame Béliard）、戯曲、1925.10.9, ルイ・ジューヴェ一座により初演。
- 1927：日本への旅（D'un voyage au Japon）、紀行
- 1930：仲違い（La Brouille）、戯曲、1930 コメディ・フランセーズで初演
- 1930：植民地（La Colonie）、童話
- 1932：ライオンの眼鏡（Les Lunettes du Lion）、童話
- 1938：新しいロシア（Russie neuve）、紀行
- 1924：牢獄の三ヶ月（Trois mois de prison）、記録
- 1938：時代の空気（L'air du Temps）、戯曲
- 1949：こだまの後に（D'après l'écho）、小説

## 訳書
原著の発行年次順に列記する。重版されている図書は、新しい方の年次を記す。
- 発見：内藤濯訳、近代社 仏蘭西近代傑作集（1925）
- 商船テナシチー・巡礼：山田珠樹訳、創元社創元文庫（1953）
- 寂しい人：岩田豊雄訳、（岩田豊雄創作翻訳戯曲集中の一篇）、新潮社（1963）
- ミシェル・オークレール：内藤濯訳、岩波文庫（1949）
- ヴィルドラック選詩集：尾崎喜八訳、寺本書房（1946）
- ベリアル夫人：内藤濯訳、白水社（1927）
- ライオンのめがね：熊田千佳慕訳、神奈川新聞社（1998）ISBN 4876452377
- 新しいロシア：渡辺一夫訳、酣灯社（1946）

## 日本の上演記録
- ミシェル・オークレール：築地小劇場、1926
- 商船テナシチー：新劇座、1934.11
- 商船テナシテイ：大阪放送劇団、大阪朝日会館、1950.1.22 -
- ミッシェル・オークレール：劇団俳優座、俳優座劇場、1958.7.6 -
- 寂しい人：劇団鷹の会、赤坂公会堂、1962.9.21 -
- 商船テナシティ：劇団京、劇団京ホール、1988.6.18 -
- 商船テナシティ：劇団京、東邦生命ホール、1989.9.6 -
- 商船テナシティ：劇団俳小、南大塚ホール、2003.12.9 -